# Burn (програма)
Burn — безкоштовна програма для запису оптичних дисків, що працює під управлінням операційної системи Mac OS X. 

## Властивості
- Запис файлів на оптичні диски.
- Підтримка декількох файлових систем на одному оптичному диску.
- Редагування властивостей диска, включай іконку, дату і час створення і редагування файлів і багато інше.
- Створення Audio CD, MP3-дисків и DVD-Audio.
- Підтримка CD-Text і ID3.
- Створення відеодисків у форматах Video CD, DVD-video (є підтримка меню), DIVX.
- Копіювання дисків.
- Перетворення форматів аудіо і відео.

1. ↑  http://burn-osx.sourceforge.net/Pages/English/news.html